# Agrostis reuteri
Agrostis reuteri är en gräsart som beskrevs av Pierre Edmond Boissier. Agrostis reuteri ingår i släktet ven, och familjen gräs. Utöver nominatformen finns också underarten A. r. botelhoi.